# Osarimen Ebagua
Osarimen Giulio Ebagua (Benin City, 6 giugno 1986) è un ex calciatore nigeriano con cittadinanza italiana, di ruolo attaccante.

## Biografia
Nato a Benin City, in Nigeria, si trasferisce in Italia con i genitori quando ha un mese di vita, abitando dapprima a Roma ed in seguito a Torino, nel quartiere di San Salvario. In seguito, ha ottenuto la cittadinanza italiana.
Nel 2021, si è candidato in una lista a sostegno di Davide Galimberti per la carica di sindaco di Varese, venendo infine eletto come consigliere comunale.

## Caratteristiche tecniche
È un centravanti mancino, preferibilmente prima punta. Al suo arrivo a Bari è stato paragonato a Maxi López. È forte nel gioco aereo ed è dotato di un fisico prestante, può svariare su tutto il fronte offensivo, quindi come punta esterna o centravanti.

## Carriera

### Inizi
A 11 anni entra nel settore giovanile del Torino, giocando nella formazione Berretti e nella formazione Primavera, senza mai esordire in prima squadra. Nell'ultimo anno nelle giovanili granata viene considerato inadatto al ruolo di attaccante, giudizio che lo condurrà a giocare in posizioni molto più arretrate fino a essere impiegato anche come stopper.
In seguito al fallimento del Torino Calcio e alla rifondazione del club tramite il Lodo Petrucci, Ebagua resta senza squadra in quanto la dirigenza del neonato Torino Football Club non gli propone un nuovo contratto. Ebagua accetta allora una proposta del Casale, che in quell'anno milita in Serie C2 e a cui era stato prestato nel periodo appena precedente al fallimento del Torino, riuscendo a mettere a segno una rete in 25 presenze a causa del suo impiego come difensore; a fine stagione la società retrocede. In Serie D Ebagua trova come allenatore Franco Lerda che lo fa giocare nuovamente come attaccante e a fine stagione conta 10 gol in 23 presenze.
Il 14 settembre 2007 sigla un accordo con il Novara che prende parte al campionato di Serie C1. Con gli azzurri non trova continuità e a gennaio, dopo 4 partite giocate in quattro mesi, viene ceduto in prestito al Pescara sempre in Serie C1; con gli abruzzesi colleziona in totale 3 presenze.
Nel luglio del 2008 scende di nuovo di categoria approdando alla Canavese in Lega Pro Seconda Divisione. Durante il campionato scende in campo 28 volte raggiungendo le 11 marcature.

### Varese
Nel biennio 2009-2011 gioca nel Varese. Il primo anno gioca ancora in Lega Pro Prima Divisione (girone A) e con 12 gol contribuisce alla promozione in Serie B. Nel 2010-2011 esordisce nella serie cadetta ed è titolare fisso nella squadra di mister Giuseppe Sannino; in quest'annata il neopromosso Varese raggiunge i play-off ed Ebagua segna altre 12 reti.

### Ritorno a Torino
Il 17 giugno 2011 il Torino ufficializza il ritorno di Ebagua in granata tramite un accordo di compartecipazione sulla base 1,2 milioni di euro. Nel primo scorcio di campionato il giocatore scende spesso in campo da titolare e segna il suo primo gol nella partita contro la Nocerina il 24 settembre 2011. Si ripete poi il 9 ottobre contro l'Hellas Verona e il 29 ottobre contro l'Empoli.

### Catania
Durante la sessione invernale di calciomercato del 2012, dopo soli sei mesi a Torino, passa in prestito secco al Catania, in Serie A. Esordisce il 26 febbraio contro il Novara, subentrando a Gonzalo Bergessio al 59' della partita vinta per 3-1. Chiude la sua esperienza in Sicilia con 3 presenze e zero reti.

### Ritorno a Varese
Il 22 giugno 2012 il Varese risolve la compartecipazione con il Torino a suo favore, facendo tornare il giocatore in Lombardia.
Il 13 aprile 2013, in occasione del match contro il Livorno, entra nella storia della società varesina come miglior marcatore di tutti i tempi.
Conclude la stagione con 37 gare e 18 gol, di cui 2 presenze e un gol in Coppa Italia.

### Spezia
Il 13 luglio viene ufficializzato il suo passaggio allo Spezia per una cifra intorno ai 2 milioni. Il 10 agosto seguente esordisce con la squadra bianconera, segnando anche il gol del definitivo 4-2 nella partita del secondo turno di Coppa Italia vinta contro la Pro Patria. Una settimana più tardi si ripete, questa volta nella gara contro il Genoa valida per il terzo turno eliminatorio di Coppa Italia, siglando il gol del momentaneo 2 a 1 aquilotto.
In campionato va a segno per la prima volta il 31 agosto nella 2ª giornata realizzando contro la Juve Stabia il gol del vantaggio. Torna al gol nell'8ª giornata contro il Brescia siglando al 93' minuto il gol del definitivo 2-2. Si ripete anche nelle due giornate successive contro il Trapani segnando su rigore il gol del pareggio e contro il Modena, dove mette a segno una doppietta decisiva per il successo degli aquilotti. Nella 16ª giornata realizza il gol del 2-1 che risulta decisivo per superare al Granillo la Reggina. Il 3 dicembre in Coppa Italia nella gara contro il Pescara valida per il quarto turno eliminatorio, realizza il primo gol nella partita vinta per 3-0. In tutto segna 16 gol in 38 partite.
Nella stagione 2014-2015 segna 4 gol in 15 partite tra campionato, play-off e Coppa Italia. In tutto con la maglia dello Spezia in un anno e mezzo mette insieme 53 presenze e 20 gol.

### Bari, Como e Vicenza
Il 13 gennaio 2015 si trasferisce al Bari, con contratto fino a giugno con obbligo di riscatto in caso di promozione, insieme al suo compagno di squadra Schiattarella, in cambio del centrocampista Stevanovic. Debutta da titolare quattro giorni dopo in Bari-Entella 0-0. Il 30 gennaio 2015 mette a segno il suo primo gol nonché la sua prima doppietta, nella vittoria per 4-0 del Bari sul Frosinone. In tutto, in biancorosso gioca 16 partite segnando 2 gol.
Il 12 agosto 2015, dopo essere tornato per fine prestito allo Spezia, viene ceduto a titolo definitivo al Como, squadra neopromossa in Serie B. Segna le sue prime reti alla quinta giornata nel 2-0 di Novara, anche se il primo gol è causato da una decisiva autorete.
Dopo 3 reti in 18 presenze nel girone d'andata, il 12 gennaio passa al Vicenza nella stessa serie, dove a fine stagione colleziona altre 17 presenze segnando 5 reti; in estate resta svincolato.

### La Pro Vercelli e il ritorno in prestito al Vicenza
Il 7 agosto 2016 il giocatore passa alla Pro Vercelli a parametro zero dove, al termine del girone di andata del campionato di serie B, ha collezionato 19 presenze, mettendo a segno un solo gol. A gennaio torna in prestito al Vicenza sostituendo in attacco Matteo Di Piazza passato al Foggia.

### Banyas e ritorno in Italia
Nell'agosto del 2018 prova l'esperienza con il club emiratino del Banyas; l'esperienza, travagliata da infortuni, dura una sola stagione. Rimasto svincolato, nel settembre 2019 accetta l'offerta del Bisceglie in Serie C.

### Città di Varese
Il 23 gennaio 2021, firma con il Città di Varese, formazione impegnata nel girone A della Serie D 2020-2021.
Il 1º dicembre seguente, rescinde il proprio contratto con la società, dopo aver giocato un totale di 21 partite (con 5 reti).

## Statistiche

### Presenze e reti nei club
Statistiche aggiornate al 1º dicembre 2021.
| Stagione        | Squadra         | Campionato      | Campionato | Campionato | Coppe nazionali | Coppe nazionali | Coppe nazionali | Coppe continentali | Coppe continentali | Coppe continentali | Altre coppe | Altre coppe | Altre coppe | Totale | Totale |
| Stagione        | Squadra         | Comp            | Pres       | Reti       | Comp            | Pres            | Reti            | Comp               | Pres               | Reti               | Comp        | Pres        | Reti        | Pres   | Reti   |
| --------------- | --------------- | --------------- | ---------- | ---------- | --------------- | --------------- | --------------- | ------------------ | ------------------ | ------------------ | ----------- | ----------- | ----------- | ------ | ------ |
| 2005-2006       | Casale          | C2              | 25         | 1          | CI-C            | 5               | 1               |                    | -                  | -                  |             | -           | -           | 30     | 2      |
| 2006-2007       | Casale          | D               | 23         | 10         | CI-D            | 2               | 0               |                    | -                  | -                  |             | -           | -           | 25     | 10     |
| Totale Casale   | Totale Casale   | Totale Casale   | 48         | 11         |                 | 7               | 1               |                    | -                  | -                  |             | -           | -           | 55     | 12     |
| 2007-gen. 2008  | Novara          | C1              | 4          | 0          | CI-C            | 0               | 0               |                    | -                  | -                  |             | -           | -           | 4      | 0      |
| gen.-giu. 2008  | Pescara         | C1              | 3          | 0          | CI-C            | -               | -               |                    | -                  | -                  |             | -           | -           | 3      | 0      |
| 2008-2009       | Canavese        | 2D              | 28         | 11         | CI-LP           | 5               | 4               |                    | -                  | -                  |             | -           | -           | 33     | 15     |
| 2009-2010       | Varese          | 1D              | 27+2       | 12+2       | CI+CI-LP        | 2+3             | 0+2             |                    | -                  | -                  |             | -           | -           | 34     | 16     |
| 2010-2011       | Varese          | B               | 28+2       | 12         | CI              | 0               | 0               |                    | -                  | -                  |             | -           | -           | 30     | 12     |
| 2011-gen 2012   | Torino          | B               | 20         | 3          | CI              | 2               | 0               |                    | -                  | -                  |             | -           | -           | 22     | 3      |
| gen.-giu. 2012  | Catania         | A               | 3          | 0          | CI              | -               | -               |                    | -                  | -                  |             | -           | -           | 3      | 0      |
| 2012-2013       | Varese          | B               | 35         | 17         | CI              | 2               | 1               |                    | -                  | -                  |             | -           | -           | 37     | 18     |
| 2013-2014       | Spezia          | B               | 34+1       | 13         | CI              | 3               | 3               |                    | -                  | -                  |             | -           | -           | 38     | 16     |
| 2014-gen. 2015  | Spezia          | B               | 13         | 3          | CI              | 2               | 1               |                    | -                  | -                  |             | -           | -           | 15     | 4      |
| Totale Spezia   | Totale Spezia   | Totale Spezia   | 47+1       | 16         |                 | 5               | 4               |                    | -                  | -                  |             | -           | -           | 53     | 20     |
| gen.-giu. 2015  | Bari            | B               | 16         | 2          | CI              | -               | -               |                    | -                  | -                  |             | -           | -           | 16     | 2      |
| 2015-gen. 2016  | Como            | B               | 18         | 3          | CI              | -               | -               |                    | -                  | -                  |             | -           | -           | 18     | 3      |
| gen.-giu. 2016  | Vicenza         | B               | 17         | 5          | CI              | -               | -               |                    | -                  | -                  |             | -           | -           | 17     | 5      |
| 2016-gen. 2017  | Pro Vercelli    | B               | 19         | 1          | CI              | 1               | 0               | -                  | -                  | -                  | -           | -           | -           | 20     | 1      |
| gen.-giu. 2017  | Vicenza         | B               | 15         | 3          | CI              | -               | -               |                    | -                  | -                  |             | -           | -           | 15     | 3      |
| Totale Vicenza  | Totale Vicenza  | Totale Vicenza  | 32         | 8          |                 | -               | -               |                    | -                  | -                  |             | -           | -           | 32     | 8      |
| 2018-2019       | Baniyas         | AGL             | 8          | 5          | CP              | -               | -               |                    | -                  | -                  |             | -           | -           | 8      | 5      |
| 2019-2020       | Bisceglie       | C               | 16+2       | 3          | CIC             | -               | -               |                    | -                  | -                  |             | -           | -           | 18     | 3      |
| gen.-giu. 2021  | Città di Varese | D               | 15         | 5          |                 | -               | -               |                    | -                  | -                  |             | -           | -           | 15     | 5      |
| lug.-nov. 2021  | Città di Varese | D               | 5          | 0          | CID             | 1               | 0               |                    |                    |                    |             |             |             | 6      | 0      |
| Totale Varese   | Totale Varese   | Totale Varese   | 110+4      | 46+2       |                 | 8               | 3               |                    | -                  | -                  |             | -           | -           | 121    | 51     |
| Totale carriera | Totale carriera | Totale carriera | 353+7      | 104+2      |                 | 27              | 12              |                    | -                  | -                  |             | -           | -           | 387    | 118    |

## Palmarès

### Individuale
- Capocannoniere della Coppa Italia: 1

Coppa Italia 2013-2014 (3 gol a pari merito con Lorenzo Insigne, José María Callejón, Gervinho, Giuseppe De Luca, Marco Sansovini e Felice Evacuo)